# 業態
業態（ぎょうたい）とは、小売業や外食産業などの商業で使われる、顧客のセグメント・対象とする生活場面・その来店頻度などによる分類である。

## 小売業の業態
小売業の業態開発では、卸売業者の都合ではなく、顧客の欲求に合わせた商品の仕入れ・陳列・販売価格が求められる。
| 業態                           | 購買頻度       | 商圏距離  | 商圏人口      | 特徴                                                                       |
| ------------------------------ | -------------- | --------- | ------------- | -------------------------------------------------------------------------- |
| コンビニエンスストア           | 1週間に4回以上 | 500 m以下 | 3,000人程度   | 購買してすぐに消費する商品が中心である                                     |
| 小型食品スーパーマーケット     | 1週間に2回以上 | 1 km以下  | 1,500世帯以上 | 調理の必要な食品を主に扱う                                                 |
| 大型食品スーパーマーケット     | 1週間に2回以上 | 1 km以下  | 6,000世帯以上 | 調理の必要な食品と調理済み惣菜などを主に扱う                               |
| ドラッグストア                 | 1週間に2回以上 | 1km以下   | 2万人以上     | 医薬品を中心に日用雑貨を扱う                                               |
| コンビネーションストア         | 1週間に2回以上 | 1 km以下  | 2万人以上     | 食品・医薬品を中心に日用雑貨を扱う                                         |
| ウエアハウスストア             | 1か月に2回以上 | 10 km以下 | 7万人以上     | 日持ちのする食品・日用品を低価格で扱う                                     |
| スーパーウエアハウスストア     | 1か月に2回以上 | 10 km以下 | 7万人以上     | 日持ちのする食品・生鮮食料品・日用品を低価格で扱う                         |
| ディスカウントストア           | 1か月に2回以上 | 10km以下  | 7万人以上     | 日用雑貨・医薬品など生鮮食料品を除く購買頻度の比較的高い商品を低価格で扱う |
| スーパーセンター               | 1か月に2回以上 | 10 km以下 | 7万人以上     | 食品・日用雑貨・医薬品など購買頻度の比較的高い商品を扱う                   |
| 総合スーパーマーケット         | 1か月に2回以上 | 10km以下  | 10万人以上    | 日常衣料品・食品・日用雑貨・医薬品などを総合的に扱う                       |
| ゼネラルマーチャンダイズストア | 1年に4回以上   | 80 km以下 | 30万人以上    | ファッションを中心に購買頻度の少ない商品まで扱う                           |
| 百貨店（デパートメントストア） | 1年に4回以上   | 80km以下  | 50万人以上    | 宝石・貴金属・高級ブランド商品など高価で購買頻度の少ない商品まで扱う       |

- 一例であり、企業によって異なる。
- 量販店を中心とした分類である。

### 専門小売店の業態
- ホームセンター
- 日常衣料品専門店
- 紳士服専門店
- 家庭電気機器専門店
- カメラ専門店
- スポーツ用品専門店

## 外食産業の業態
- ファストフード店
- ファミリーレストラン

## 経済産業省の商業統計での業態分類
出展：経済産業省サイト 業態別の特徴統
- 百貨店 - 非セルフ販売
  - 大型百貨店 - 売り場面積3,000（特別区と政令指定都市は6,000） m2以上
  - その他の百貨店 - 売り場面積3,000（特別区と政令指定都市は6,000） m2未満
- 総合スーパー - セルフ販売
  - 大型総合スーパー - 売り場面積3,000（特別区と政令指定都市は6,000） m2以上
  - 中型総合スーパー - 売り場面積3,000（特別区と政令指定都市は6,000） m2未満

日本標準産業分類「551 百貨店、総合スーパー」に格付けされた事業所。
「551 百貨店、総合スーパー」とは、衣、食、住にわたる各種商品を小売し、そのいずれも小売販売額の10 %以上70 %未満の範囲内にある事業所で、従業者が50人以上の事業所をいう。
- 専門スーパー - セルフ販売、売り場面積250 m2以上
  - 衣料品スーパー - 衣料品（※注釈）が70 %以上
  - 食料品スーパー - 食料品（※注釈）が70 %以上
  - 住関連スーパー - 住関連（※注釈）が70 %以上
    - ホームセンター - 住関連スーパーのうち、金物、荒物、苗・種子が70%未満

- コンビニエンスストア - セルフ販売、飲食料品を扱い、売り場面積30 m2以上250 m2未満、営業時間14時間以上

- ドラッグストア - セルフ販売、産業分類「601 医薬品・化粧品小売業」に格付けされた事業所で一般用医薬品を扱っていること

- その他スーパー - 総合スーパー、専門スーパー、コンビニエンスストア、ドラッグストア以外のセルフ販売店

- 専門店 - 非セルフ販売
  - 衣料品専門店 - 衣料品（※注釈）が90 %以上
  - 食料品専門店 - 食料品（※注釈）が90 %以上
  - 住関連専門店 - 住関連（※注釈）が90 %以上

- 中心店 - 非セルフ販売、上記の専門店を除く
  - 衣料品中心店 - 衣料品（※注釈）が50 %以上
  - 食料品中心店 - 食料品（※注釈）が50 %以上
  - 住関連中心店 - 住関連（※注釈）が50 %以上

- その他の小売店 - 百貨店、専門店、中心店以外の非セルフ販売店
- 関連事項 - これらの店舗の営業時間の定義 営業開始から営業終了までの時間を指す。営業時間終了後も営業時間内に入店した客が店舗を出るまでは営業を行う（飲食専門店は除く）のが基本である。

## ※注釈

### 衣料品（商業統計でいう「衣」）
一般にいう衣料品（洋服、下着）のほか、呉服、服地、寝具、履物、かばん・袋物、小間物・化粧道具などを含む。

### 食料品（商業統計でいう「食」）
一般にいう食料品や飲料（人間が食べたり飲んだりことのできるもの。生鮮食品、加工食品、惣菜など）。

### 住関連（商業統計でいう「住」）
非常に範囲が広いので、グループにまとめて箇条書きで挙げる。
- 自動車（新車、中古車）、自動車部品・用品、二輪車（モーターバイク）、自転車
- 家具、じゅうたん、カーテン、建具、畳、宗教道具（仏具、線香、仏壇など）
- 電気機器、事務機器
- 金物、荒物、陶磁器、ガラス製品
- 医薬品（調剤薬局含む）、化粧品
- 農業関係（農業機械器具、種苗、肥料、飼料）
- ガソリンスタンド、非石油系燃料
- 書籍、文具
- スポーツ用品、玩具、楽器
- カメラ、写真材料（写真撮影フィルムなど）、時計、メガネ、その他光学機器
- タバコ、喫煙具
- 花、植木
- ジュエリー（宝飾品）
- ペット、ペット用品
- 骨董品
- 中古品